# إيميلي إربلدينج
إميلي جي إربلدينج (بالإنجليزية: Emily Erbelding)‏ طبيبة وعالمة أميركية. وهي مديرة قسم علم الأحياء الدقيقة والأمراض المعدية في المعهد الوطني للحساسية والأمراض المعدية (NIAID). كانت إربلدينج سابقًا نائبًا لمدير قسم الإيدز في NIAID. كانت عضوًا في هيئة التدريس في كلية الطب بجامعة جونز هوبكنز وعملت مديرة للخدمات السريرية لبرنامج الأمراض المنقولة بالاتصال الجنسي و فيروس نقص المناعة البشرية لقسم الصحة في مدينة بالتيمور.

## التعليم
تخرجت إربلدينج مع مرتبة الشرف من جامعة كورنيل، حيث حصلت أيضًا على درجة الماجستير في العلوم. كانت أطروحة الماجستير لعام 1985 بعنوان قلب الجلوتامين في الأمعاء الدقيقة. حصلت على شهادتها الطبية من كلية الطب بجامعة إنديانا وأكملت إقامتها في الطب الباطني في المركز الطبي بجامعة نورث وسترن، حيث عملت كرئيس الأطباء المقيمين. أثناء إكمالها زمالة في الأمراض المعدية في مستشفى جونز هوبكنز، حصلت أيضًا على درجة الماجستير في الصحة العامة مع التركيز في علم الأوبئة من كلية جونز هوبكنز بلومبرج للصحة العامة.

## العمل
قضت إربلدينج 14 عامًا في كلية الطب بجامعة جونز هوبكنز، في قسم الأمراض المعدية، وكان مديرًا للخدمات السريرية لبرنامج الأمراض المنقولة بالاتصال الجنسي و فيروس نقص المناعة البشرية لقسم الصحة في مدينة بالتيمور.
عملت إربلدينج في منصب نائب مدير قسم الإيدز في المعهد الوطني للحساسية والأمراض المعدية (NIAID). هناك شاركت في جميع جوانب إدارة ودعم البرنامج العلمي، المساعدة في تصميم وتنفيذ مبادرات جديدة تشمل البحوث الأساسية، والتفسيرية، والسريرية وإدارة برامج المنح الخارجية المعقدة وبحوث البنية التحتية.
في عام 2017 أصبحت إربلدينج مديرًا لقسم علم الأحياء الدقيقة والأمراض المعدية (DMID). وهي مسؤولة عن الرؤية الإستراتيجية والعلمية لبرنامج البحوث الوطنية والدولية المعقدة في DMID. يدعم DMID التحقيقات الأساسية والإكلينيكية والسريرية في أسباب وتشخيص وعلاج والوقاية من مجموعة واسعة من مسببات الأمراض، بما في ذلك تلك المتعلقة بالدفاع البيولوجي والأمراض المعدية الناشئة.
تعمل إربلدينج في فرقة العمل الخاصة بالتهاب النخاع الرخو الحاد في مراكز السيطرة على الأمراض والوقاية منها.